# Рудник Сасе - Сребреница
Рудник Сасе се налази поред Сребрнице у Републици Српској, и активан је рудник.

## Историја и становништво
Сасе је насељено место у саставу општине Сребреница, Република Српска, Босна и Херцеговина. Овде живи око 70 становника. Насеље Сасе у античком периоду припадало је области која се звала Домавија, још тада на овом простору постојале су рударске активности.Сасе су биле у средњем веку насеље Немаца Саксонаца (Саса), који су у 14 веку у Босну стигли из Угарске и Трансилваније, да би помогли у развоју рударства. Подстицали су их босански владари Стефан Котроманић и Твртко I. Историја српског рударства уско је везана за овај рудник, код којег је у непосредној близини саграђен Манастир Свете Тројице, 1242. године. Доласком Турака на ове просторе рударство умире. Буди се тек 1880. године, када је Аустроугарска колонизовала Босну и Херцеговину. Аустријанци и Угари (Мађари) су вршили интезивна истраживања руде, што је показивало велику заинтересованост, за ископавањем руде на овом простору. За вријеме комунистичке Југославије од 1964. године па све до почетка рата у Босни и Херцеговини 1992. године, овај рудник, донео је огроман допринос како рударству тако и финансијама државе. Данас овај рудник ради како по европским, тако и по светским стандардима.

## Управа
Компанија која данас врши интезивно експлоатисање руде у руднику Сасе је „Gross“ d.o.o из Градишке, огранак британске компаније „Mineco“ LTD и кипарске компаније „Меtexcel Trading Limited“.

## Рудник Сасе
Руде које се експлоатишу овде су олово и цинк. Тренутно рудник Сасе запошљава око 500 радника.

## Производња руде
Рудиште Сребреница припада плутонско-хидротермалним жичним лежиштима. Рудне жице су распоређене хоризонтално лепезасто, а налазе се у хидротермално измењеним дацитима и андезитима, мање у палеозојским шкриљцима, кварцитима и англомератима. С обзиром да се ради о жичном типу лежишта, најчешће примењивана метода откопавања је „Подетажна метода откопавања са рушењем кровине“. Поред наведене методе примењују се још „Магацинска откопна метода“ и  „Хоризонтално кровна откопна метода са самозасипавањем или засипавањем“. Рудник је отворен поткопима(хоризнталне јамске просторије) и сваки поткоп представља један хоризонт. Укупно има 11 хоризоната. Ту се врши откопавање руде и њен транспорт. Сви хоризонти међусобно су повезани вертикалним јамским просторијама (ускопима), преко којих се гравитацијски спушта откопана руда на ниже хоризонте, гдје се даље аку-локомотивама транспортује до централних рудних ускопа и даље гравитацијски спушта на ниво првог хоризонта. Руда се из централних сипки (ускопа) кипа у вагоне и даље тролеј локомотивом извози до бункера дробилане, па даље до флотације, где се врши прерада откопане руде. Рудник олова и цинка „Сасе“ месечно произведе 16.000 тона руде.